# Giancarlo Landini
Giancarlo Landini (Marnate, 1953) è un musicologo, critico musicale e vociologo italiano, principalmente interessato alla vocalità, sia del passato che del presente. Inoltre, è professore di liceo e dirigente scolastico presso il Collegio Rotondi di Gorla Minore (VA).

## Biografia
Si è laureato in Lettere classiche all'Università Cattolica del Sacro Cuore di Milano. Studioso e critico musicale, membro dell’Associazione Nazionale Critici Musicali e associato alla Società Italiana di Musicologia, è da anni presente agli appuntamenti “Prima dell’Opera” del Teatro Alighieri di Ravenna. È stato relatore in numerosi convegni internazionali ed ha firmato per le riviste "Musica", "Opera-International" (Francia), "Opera-Actuel" (Spagna), "Opera" (Londra). Ha inoltre partecipato a trasmissioni culturali per Canale 5, Rai 3 e Mediaset.
Dopo aver svolto per tutta la vita il lavoro di insegnante di latino e italiano presso la scuola privata e paritaria "Collegio Rotondi" di Gorla Minore (VA), ne è divenuto preside. 
In qualità di musicologo ha scritto molte voci per varie enciclopedie, quali il "Dizionario della Musica" (Le Lettere, Ricordi) e l’"Enciclopedia generale della Musica" di Bompiani. Per la collana "Melodramma", ha inoltre scritto alcuni articoli, una biografia divulgativa di Gaetano Donizetti ed una breve storia per tutti del pianoforte. Per la Ricordi ha collaborato con la collana "L’Opera", in qualità di coordinatore. Ha inoltre collaborato nella stesura del volume su Verdi, supplemento di "Famiglia Cristiana" e sempre qui ha redatto alcuni articoli e ha scritto la biografia sommaria di Gaetano Donizetti e la biografia di Charles Gounod.
Ha scritto programmi di sala per il Teatro alla Scala, il Teatro Regio di Torino, il Massimo Bellini di Catania, il Teatro Verdi di Trieste, il Teatro Regio di Parma, il Teatro Municipale di Piacenza il Festival di Wexford (Irlanda), il Teatro Massimo di Palermo, il Teatro Gaetano Donizetti di Bergamo, la Fondazione Arena di Verona; note di copertina per case discografiche, saggi introduttivi per cataloghi di mostre. Ha collaborato con il Museo Teatrale alla Scala e l’Associazione Amici del Loggione del Teatro alla Scala.
Collabora con la rivista "l’Opera", dove è coordinatore della rubrica produzione operistica di Mozart. Nel 2014 è stato pubblicato I personaggi di Piero Cappuccilli per Azzali.
Negli ultimi anni è stato membro della Giura del Premio Abbiati, indetto dall’Associazione Nazionale Critici Musicali e di Giurie di concorsi internazionali di canto, tra cui quelle dell’Aslico di Milano, delle ultime edizioni del Concorso "Flaviano Labò" di Piacenza, delle tre edizioni del Concorso Franco Corelli, organizzato dall’Amministrazione di Ancona, del Concorso Internazionale "Renata Tebaldi", organizzato dalla Repubblica di San Marino, del Concorso Ruggero Leoncavallo, del Concorso Mongini.

## Libri
- Giancarlo Landini, Appunti su Richard Wagner, Centro Culturale Antonianum, 1972.
- Gherardo Ghirardini, Roberto Iovino, Gustavo marchesi, Giancarlo Landini, Giuseppe Barigazzi, Piero Mioli, Grandi Operisti Italiani: Rossini; Bellini; Donizeth; Puccini; Mascagni; Leoncavallo; Giordano.
- Giancarlo Landini, Appunti sulla produzione operistica di Wolfgang Amadeus Mozart, Milano, Eupalino, 2003,  p. 83.
- Giancarlo Landini, Dizionario dei termini, Milano, Fabbri, 1987,  p. 128.
- Giancarlo Landini, Da Angelica Catalani ai Graziani e a Tiberini. Contributi marchigiani alla definizione della tipologia del cantante d'opera dell'Ottocento : un'epopea di divi, a cura di Ermanno Carini, Paola Magnarelli, Sergio Sconocchia, collana Quei monti azzurri: le Marche di Leopardi, Venezia, Marsilio, 2002,  pp. 731-773.